# Attilio Lombardo
Attilio Lombardo   (Santa Maria la Fossa, 6 de gener de 1966) és un entrenador de futbol i exfutbolista italià, que jugava com a migcampista ofensiu. Va ser assistent de Roberto Mancini a la selecció italiana.

## Biografia
És un dels cinc futbolistes italians (juntament amb Giovanni Ferrari, Sergio Gori, Pierino Fanna i Aldo Serena) en haver guanyat el campionat italià amb tres equips diferents (en el seu cas amb la UC Sampdoria, la Juventus FC i la SS Lazio).
A la seva carrera, a més dels tres scudettos, va guanyar dues Copes d'Itàlia, una Champions League, dues Recopes, un Copa Intercontinental, dues Supercopes d'Europa i tres Supercopes d'Itàlia.
Durant la seva carrera li van donar dos malnoms: mentre militava a la Sampdoria el van anomenar Popeye, mentre que quan ho feia a la Lazio el van anomenar "Àguila Calba" en virtut de la seva, aleshores evident, alopècia.
També el seu fill Mattia, nascut en el 1995, és futbolista professional.

## Característiques tècniques
Davanter per la dreta amb capacitat pel sacrifici i facilitat de correguda, Lombardo destacava per la seva notable vitalitat atlètica i resistència física, qualitats que li van permetre disputar durant 144 partits consecutius a la Sèrie A.
En la seva carrera va jugat 613 partits, per una total de 46.415 minuts, marcant en total 86 gols i proveint 9 assistències.

## Carrera

### Jugador

#### Club
Nascut a la província de Caserta i es va traslladar de nen a Zelo Buon Persico, a la província de Lodi, va donar els seus primers passos en el món del futbol professional a la Sèrie C2, als divuit, amb la samarreta de la Pergocrema, passant en 1985 a la US Cremonese a la Sèrie B. A Cremona hi va disputar quatre campionats cadets, destacant com a un extrem drets, capaç de marxar de les defenses de l'adversari, marcant 17 gols.
Va passar a la Sampdoria el 1989, sota la guia de Vujadin Boškov, per 4 mil milions de lires, on va vèncer la Recopa d'Europa 1989-90, l'històric scudetto en el 1990-1991, la Supercopa italiana en el 1991 i la Copa d'Itàlia 1993-1994. Va disputar també la final de Copa d'Europa que va perdre a la pròrroga contra el Barça en el 1991-92, sent un dels millors al camp.
En l'estiu del 1995 va passar a la Juventus de Marcello Lippi per 10,5 mil milions de lires, lesionant-se en una cama durant la pretemporada (fractura de tíbia i peroné), que el van obligar a estar en repòs durant molt de temps. En l'equip bianconero va guanyar la Lliga de Campions 1995-1996, l'scudetto 1996-1997 i la Copa Intercontinental 1996, a més de la Supercopa d'Europea de 1996.
En el 1997 es va transferir en Anglaterra, jugant una temporada i mitja al Crystal Palace que va pagar per ell 5,9 mil milions de lires. El 13 de març 1998 ocupa el lloc d'entrenador ad interim fins al 29 abril.
Torna a Itàlia el 21 gener 1999 a la Lazio, on continua fins al gener del 2001, contribuint a la conquesta del scudetto 1999-2000, tercer de la seva carrera després dels guanyats amb la Sampdoria i la Juventus. El gener del 2001 va tornar a la Sampdoria entrenada per Gigi Cagni, a la Sèrie B, on va tancar la carrera el 2002.

#### Internacional
Lombardo va vestir 18 vegades la samarreta de la selecció italiana, entre el 1990 i el 1997. En azzurro no va tenir molta fortuna: havent pres part a algunes fases de classificació pels Mundials 1994 i 1998 i pels Europeus de 1992 i 1996, no va participar en cap d'aquestes fases finals.

### Entrenador
Després del parèntesi a la banqueta del Crystal Palace (del 13 març al 29 abril 1998), en retirar-se del futbol com a jugador comença a entrenar els juvenils de la Sampdoria: per tres temporades els Allievi Nacionals, en la temporada 2005-2006 la formació Primavera. Deixa el rol el 18 juliol 2006.
Del 21 juliol 2006 va ser l'entreador de l'equip suïss de la FC Chiasso, però la seva experiència sobre el Ticino acaba el 27 maig 2007, quan presenta la dimissió, oficialment per falta d'estímuls.
A la temporada 2007-2008 es va fer observador de la Sampdoria, però el 24 d'abril de 2008 va deixar la seva posició per convertir-se en entrenador de Castelnuovo Garfagnana (sèrie C2 del grup B) per substituir Barbuti que havia renunciat a falta de 2 partits del final del campionat (serà el quart entrenador tenint en compte el parèntesi de Ceccarelli, després de Barbuti, d'una temporada amb problemes per al Castelnuovo, que es salva als play-out). Va renunciar al càrrec el 27 de maig, i va fitxar l'endemà amb Legnano a la Primera Divisió per a la temporada 2008/2009, al final de la qual, el 19 de juny de 2009, va deixar l'equip.
El 4 de juliol de 2009 va ser nomenat entrenador de La Spezia, a la Lega Pro de Segona Divisió, càrrec del qual va renunciar el 12 d'octubre següent, després del mateix partit amb Olbia, deixant l'equip al tercer lloc de la classificació.
El 17 de juliol de 2010 va anar al Manchester City, dirigit pel seu excompany d'equip Roberto Mancini, ocupant el paper d'observador dels adversaris celebrant, el 13 de maig de 2012, juntament amb tot l'equip, la victòria a la Premier League esperat per 44 anys. L'11 de juliol, va ser designat entrenador dels reserves (filial) de Citizens per substituir el destituït Andy Welsh. El 15 de maig de 2013 va deixar el lloc després de la destitució de Roberto Mancini, que havia tingut lloc dos dies abans.
A la temporada 2013/2014, el 30 de setembre, va ser contractat pel Galatasaray com a assistent tècnic seguint a Roberto Mancini, mentre que a la temporada següent, el 7 d'octubre de 2014 va ser contractat com a entrenador ajudant per Schalke 04 dirigit per Roberto Di Matteo, deixant el càrrec el 26 de maig de 2015, després de la renúncia d'aquest.
El 21 de maig de 2016, amb l'arribada de Siniša Mihajlović com a entrenador a Torí, es va convertir en el seu ajudant i va ser alliberat del seu càrrec el 4 de gener de 2018 juntament amb la resta del staff tècnic.
El 13 de març de 2019 va començar a formar part de la plantilla de la selecció italiana, ja que va esdevenir un dels ajudants de Roberto Mancini a Itàlia.

## Palmarès

### Jugador

#### Club

##### Competicions nacionals
- Campionat de Lliga: 3

Sampdoria: 1990-1991
Juventus: 1996-1997
Laci: 1999-2000
- Supercopa italiana: 3

Sampdoria: 1991
Juventus: 1995
Lazio: 2000
- Copa d'Itàlia: 2

Sampdoria: 1993-1994
Lazio: 1999-2000

##### Competicions internacionals
- Recopa: 2

Sampdoria: 1989-1990
Lazio: 1998-1999
- Lliga de Campions: 1

Juventus: 1995-1996
- Copa Intercontinental: 1

Juventus: 1996
- Supercopa d'Europa: 2

Juventus: 1996
Lazio: 1999

#### Individual
- Màxim golejador de la Copa d'Itàlia: 1

1993-1994 (5 gols)